# سبرة بن معبد
أبو سريع سبرة بن معبد بن عوسجة الجهني كان من أصحاب النبي محمد. ومن الترجمات الأخرى لاسمه : أبو ربيع المدني، وصبورة الجهني.

## السيرة

### العائلة
كان من قبيلة جهينة التي تتواجد حول المدينة المنورة في المملكة العربية السعودية. ولا تزال قبيلة جهينة تسكن المنطقة المحيطة بالمدينة المنورة حتى اليوم. وكان له ابن اسمه ربيع بن سبرة.

### الحياة
عاش في المدينة المنورة، وشارك في غزوة الخندق، وتوفي في عهد معاوية بن أبي سفيان.

## الروايات
وهو مصدر حديث سبرة في تحريم المتعة.